# Deutsche Leichtathletik-Meisterschaften 2003
Die 103. Deutschen Leichtathletik-Meisterschaften wurden am 28. und 29. Juni 2003 im Ulmer Donaustadion ausgetragen.
Melanie Seeger stellte mit ihrer Siegerzeit von 1:29:44 h bei den Geher-Meisterschaften am 13. April in Naumburg einen neuen deutschen Rekord über die 20-km-Distanz auf.
Aus zeitlichen oder organisatorischen Gründen wurden wie üblich einige Disziplinen ausgelagert:
- Crossläufe – Bad Dürrheim, 8. März, eine Strecke für Frauen sowie eine Mittel- und Langstrecke für Männer mit jeweils Einzel- und Mannschaftswertungen[4]
- Halbmarathon – Burghaslach, 22. März mit jeweils Einzel- / Mannschaftswertungen für Frauen und Männer[5]
- 20-km-Gehen (Frauen) / 50-km-Gehen (Männer) – Naumburg, 13. April mit jeweils Einzel- / Mannschaftswertungen über 20 Kilometer und einer Einzelwertung über 50 Kilometer[6][7]
- 10.000-Meter-Lauf (Frauen und Männer) – München, 17. Mai[8]
- Marathonlauf – im Rahmen des Rhein-Ruhr-Marathons in Duisburg, 1. Juni mit Einzel- / Mannschaftswertungen für Frauen und Männer[9][10]
- 20-km-Gehen (Männer) / 10-km-Gehen (Frauen) – Potsdam, 1. Juni[11]
- Berglauf – Berchtesgaden, 22. Juni mit Einzel- / Mannschaftswertungen für Frauen und Männer[12][13]
- Langstaffeln (Frauen: 3 × 800 m / Männer: 3 × 1000 m) – Fulda, 6. Juli[14][15]
- Mehrkämpfe – Wesel, 23./24. August mit Einzel- / Mannschaftswertungen für Frauen (Siebenkampf) und Männer (Zehnkampf)[16]
- 100-km-Straßenlauf – Endingen, 6. September mit Einzel- / Mannschaftswertung für Männer und Einzelwertung für Frauen[17]
- 10-km-Straßenlauf – Troisdorf, 14. September Frauen und Männer[18][19]

Die folgenden Übersichten fassen die Medaillengewinner und -gewinnerinnen zusammen. Eine ausführlichere Übersicht mit den jeweils ersten acht in den einzelnen Disziplinen findet sich unter dem Link Deutsche Leichtathletik-Meisterschaften 2003/Resultate.

## Medaillengewinner Männer
| Disziplin                                   | Gold                                                                             | Leistung       | Silber                                                                                          | Leistung       | Bronze                                                                                        | Leistung       |
| ------------------------------------------- | -------------------------------------------------------------------------------- | -------------- | ----------------------------------------------------------------------------------------------- | -------------- | --------------------------------------------------------------------------------------------- | -------------- |
| 100 m (Wind: +0,5)                          | Alexander Kosenkow (TV Wattenscheid 01)                                          | 10,25 s00      | Marc Blume (TV Wattenscheid 01)                                                                 | 10,28 s00      | Ronny Ostwald (TV Wattenscheid 01)                                                            | 10,35 s00      |
| 200 m (Wind: +0,4)                          | Tobias Unger (LAZ Salamander Kornwestheim-Ludwigsburg)                           | 20,80 s00      | Ronny Ostwald (TV Wattenscheid 01)                                                              | 20,84 s00      | Alexander Kosenkow (TV Wattenscheid 01)                                                       | 20,85 s00      |
| 400 m                                       | Ingo Schultz (TSG Bergedorf)                                                     | 45,29 s00      | Bastian Swillims (TV Wattenscheid 01)                                                           | 45,88 s00      | Sebastian Gatzka (LG Eintracht Frankfurt)                                                     | 45,91 s00      |
| 800 m                                       | René Herms (LG Asics Pirna)                                                      | 1:47,62 min    | Nico Motchebon (LAZ Salamander Kornwestheim-Ludwigsburg)                                        | 1:48,62 min    | Torsten Kühn (LC Creaton Erfurt)                                                              | 1:49,11 min    |
| 1500 m                                      | Franek Haschke (LG Asics Pirna)                                                  | 3:49,97 min    | Marc-André Kowalinski (Gerolsteiner LGV)                                                        | 3:50,40 min    | Christian Goy (SCC Berlin)                                                                    | 3:50,67 min    |
| 5000 m                                      | Dieter Baumann (LAV Tübingen)                                                    | 13:41,22 min   | Mario Kröckert (TSV Bayer 04 Leverkusen)                                                        | 13:59,04 min   | Michael May (TSV Bayer 04 Leverkusen)                                                         | 13:59,47 min   |
| 10.000 m                                    | Dieter Baumann (LAV Tübingen)                                                    | 28:28,47 min   | Jens Borrmann (SC DHfK Leipzig)                                                                 | 29:27,24 min   | Oliver Dietz (LG Braunschweig)                                                                | 29:41,78 min   |
| 10-km-Straßenlauf                           | Carsten Eich (LG Braunschweig)                                                   | 28:34 min00    | Oliver Dietz (LG Braunschweig)                                                                  | 28:54 min00    | Embaye Hedrit (LAC Quelle Fürth/München/Würzburg)                                             | 29:10 min00    |
| Halbmarathon                                | Carsten Eich (LG Braunschweig)                                                   | 1:04:24 h0000  | Martin Beckmann (LG Leinfelden-Echterdingen)                                                    | 1:04:47 h0000  | Sebastian Bürklein (TV Wattenscheid 01)                                                       | 1:04:51 h0000  |
| Halbmarathon, Mannschaftswertung            | LG BraunschweigCarsten Eich Oliver Dietz Mario Burger                            | 3:18:31 h0000  | TV Wattenscheid 01Sebastian Bürklein Carsten Schütz Manuel Meyer                                | 3:18:38 h0000  | LG Leinfelden-EchterdingenMartin Beckmann Maximilian Bahn Tim Jensen                          | 3:23:43 h0000  |
| Marathon                                    | Michael Fietz (TV Wattenscheid 01)                                               | 2:23:15 h0000  | Dirk Nürnberger (LG Bonn/Troisdorf/Niederkassel)                                                | 2:26:26 h0000  | Peter Kapitza (LG Badenova Nordschwarzwald)                                                   | 2:28:43 h0000  |
| Marathon, Mannschaftswertung                | LG Bonn/Troisdorf/NiederkasselDirk Nürnberger Karsten Portner Rolf Hollain       | 7:42:51 h0000  | TUSEM Essen-MargarethenhöheHolger Ahrenberg Jochen Jöhring Stefan Losch                         | 7:47:24 h0000  | PSV Grün-Weiß KasselAlexander Merkel Matthias Jahnke Kai-Uwe Dittrich                         | 7:49:12 h0000  |
| 100-km-Straßenlauf                          | Michael Sommer (Eichenkreuz Schwaikheim)                                         | 6:54:36 h0000  | Thomas Miksch (TV Jahn Kempten)                                                                 | 7:00:05 h0000  | Jörg Hooß (LTF Marpingen)                                                                     | 7:08:58 h0000  |
| 100-km-Straßenlauf, Mannschaftswertung      | LTF MarpingenJörg Hooß Robert Teller Johannes Schultz                            | 23:25:26 h0000 | Eichenkreuz SchwaikheimArmin Härle Michael Sommer Rüdiger Wegner                                | 23:55:33 h0000 | TV Jahn KemptenThomas Miksch Sven-Christian Johannsen Norbert Grotz                           | 24:37:11 h0000 |
| 110 m Hürden (Wind: −0,8)                   | Jérôme Crews (TV Wattenscheid 01)                                                | 13,54 s00      | Falk Balzer (TuS Jena)                                                                          | 13,58 s00      | Mike Fenner (TV Wattenscheid 01)                                                              | 13,59 s00      |
| 400 m Hürden                                | Christian Duma (LG Eintracht Frankfurt)                                          | 50,01 s00      | Henning Kuschewitz (LG Eintracht Frankfurt)                                                     | 50,44 s00      | Henning Hackelbusch (TV Wattenscheid 01) Jan Schneider (LG Kindelsberg Kreuztal)              | 50,87 s00      |
| 3000 m Hindernis                            | Christian Knoblich (LAC Quelle Fürth/München/Würzburg)                           | 8:34,76 min    | Filmon Ghirmai (LAV Tübingen)                                                                   | 8:35,02 min    | Damian Kallabis (VfB Stuttgart)                                                               | 8:36,26 min    |
| 4 × 100 m Staffel                           | TV Wattenscheid 01Ronny Ostwald Marc Blume Alexander Kosenkow Holger Blume       | 39,23 s00      | LAZ Salamander Kornwestheim-LudwigsburgMatthias Rotzler Marc Kochan Tobias Unger Florian Gamper | 39,51 s00      | LG Eintracht FrankfurtJochen Schmied Kay Kienzler Christian Brüning André Brand               | 40,18 s00      |
| 4 × 400 m Staffel                           | LG Eintracht FrankfurtHenning Kuschewitz Tilo Ruch Stefan Bönisch Christian Duma | 3:08,37 min    | VfL SindelfingenStefan Kinzy Stefan Holz Heiko Kupfer Steffen Sattelmaier                       | 3:09,86 min    | TV Wattenscheid 01Henning Hackelbusch loduba Darwi Ezekwemi Bastian Swillims Tobias Schlitzer | 3:11,32 min    |
| 3 × 1000-m-Staffel                          | LG Olympia DortmundRobert Schulte Ansgar Varnhagen Steffen Co                    | 7:11,01 min    | LC Creaton ErfurtAndreas Freimann Torsten Kühn Christoph Moormann                               | 7:12,20 min    | VFL SindelfingenKarlo Petri Heiko Kupfer Said Lakhal                                          | 7:12,85 min    |
| 10.000-m-Bahngehen                          | Andreas Erm (SC Potsdam)                                                         | 40:58,79 min   | Jan Albrecht (Team Erfurt)                                                                      | 41:02,25 min   | André Höhne (SCC Berlin)                                                                      | 41:27,02 min   |
| 20-km-Gehen                                 | Maik Berger (Berliner LG Ost)                                                    | 1:28:24 h0000  | Mike Trautmann (LGV Gleina)                                                                     | 1:29:23 h0000  | Denis Trautmann (LGV Gleina)                                                                  | 1:29:48 h0000  |
| 50-km-Gehen                                 | Andreas Erm (SC Potsdam)                                                         | 3:43:53 h0000  | Mike Trautmann (LGV Gleina)                                                                     | 4:06:54 h0000  | Maik Berger (Berliner LG Ost)                                                                 | 4:08:02 h0000  |
| Hochsprung                                  | Roman Fricke (TSV Bayer 04 Leverkusen)                                           | 2,25 m         | Marius Hanniske (LG Nord Berlin)                                                                | 2,23 m         | Sebastian Goltz (LG Nord Berlin)                                                              | 2,17 m         |
| Stabhochsprung                              | Tim Lobinger (ASV Köln)                                                          | 5,75 m         | Richard Spiegelburg (TSV Bayer 04 Leverkusen)                                                   | 5,70 m         | Björn Otto (LAV Bayer Uerdingen/Dormagen)                                                     | 5,70 m         |
| Weitsprung                                  | Nils Winter (TSV Bayer 04 Leverkusen)                                            | 7,89 m         | Sascha Müller (1. LAV Rostock)                                                                  | 7,80 m         | Matthias Eifert (LAZ Salamander Kornwestheim-Ludwigsburg)                                     | 7,72 m         |
| Dreisprung                                  | Rudolf Helpling (LT DSHS Köln)                                                   | 16,78 m        | Andreas Pohle (Team Erfurt)                                                                     | 16,27 m        | Hrvoje Verzi (LAC Quelle Fürth/München/Würzburg)                                              | 16,06 m        |
| Kugelstoßen                                 | Ralf Bartels (SC Neubrandenburg)                                                 | 20,22 m        | René Sack (LAZ Leipzig)                                                                         | 19,75 m        | Detlef Bock (VfL Wolfsburg)                                                                   | 19,30 m        |
| Diskuswurf                                  | Lars Riedel (LAC Erdgas Chemnitz)                                                | 66,60 m        | Michael Möllenbeck (TV Wattenscheid 01)                                                         | 62,51 m        | Torsten Schmidt (1. LAV Rostock)                                                              | 62,44 m        |
| Hammerwurf                                  | Karsten Kobs (TSV Bayer 04 Leverkusen)                                           | 77,98 m        | Markus Esser (TSV Bayer 04 Leverkusen)                                                          | 74,66 m        | Holger Klose (LG Eintracht Frankfurt)                                                         | 74,33 m        |
| Speerwurf                                   | Boris Henry (SV Saar 05 Saarbrücken)                                             | 84,92 m        | Christian Nikolay (TV Wattenscheid 01)                                                          | 84,48 m        | Peter Blank (LG Eintracht Frankfurt)                                                          | 84,08 m        |
| Zehnkampf                                   | Matthias Spahn (LT DSHS Köln)                                                    | 7814 P         | Florian Schönbeck (LG Domspitzmilch Regensburg)                                                 | 7788 P         | Philipp Grimm (Ettlinger SV)                                                                  | 7601 P         |
| Zehnkampf, Mannschaftswertung               | LT DSHS Köln IMatthias Spahn Kenny Beele Mark Schumacher                         | 22.670 P       | LG Eintracht FrankfurtRainer Schubert Georg Kruschinski Maxim Kruschinski                       | 20.912 P       | LT DSHS Köln IIWilly-Sebastian Metzger Christoph Maier Florian Heiler                         | 20.665 P       |
| Crosslauf Mittelstrecke – 3,8 km            | Damian Kallabis (VfB Stuttgart)                                                  | 12:08 min00    | Matthias Weippert (1. LAV Rostock)                                                              | 12:13 min00    | Thorsten Grube (LAZ Leipzig)                                                                  | 12:16 min00    |
| Crosslauf Mittelstrecke, Mannschaftswertung | 1. LAV RostockMatthias Weippert Ulf Wendler Tobias Dolch                         | Pl.-Ziff. 25   | Gerolsteiner LGVLars Haferkamp Marc-André Kowalinski Tobias Hoffmann                            | Pl.-Ziff. 43   | TV Wattenscheid 01Christian Güssow Holger Merl Carsten Schütz                                 | Pl.-Ziff. 61   |
| Crosslauf Langstrecke – 10,5 km             | André Green (LG Wedel-Pinneberg)                                                 | 35:11 min00    | Guido Streit (TSV Bayer 04 Leverkusen)                                                          | 35:23 min00    | Sebastian Hallmann (LAC Quelle Fürth/München/Würzburg)                                        | 35:30 min00    |
| Crosslauf Langstrecke, Mannschaftswertung   | TSV Bayer 04 LeverkusenGuido Streit Carlo Schuff Mario Kröckert                  | Pl.-Ziff. 29   | SC DHfK LeipzigJens Borrmann Volker Fritzsch René Wendler                                       | Pl.-Ziff. 50   | LG BraunschweigMatthias Strotmann Oliver Dietz Georg Diettrich                                | Pl.-Ziff. 52   |
| Berglauf – 9,7 km                           | Helmut Schiessl (TSV Buchenberg)                                                 | 49:36 min00    | Markus Jenne (USC Freiburg)                                                                     | 51:04 min00    | Dirk Debertin (SG Walldorf Astoria 1902)                                                      | 51;26 min00    |
| Berglauf, Mannschaftswertung                | Spvgg MössingenFrank Türk Eckhard Wagner Werner Steinhilber                      | 2:40:26 h0000  | USC FreiburgMarkus Jenne Max Frei Markus Bohmann                                                | 2:40:59 h0000  | SC AinringChristian Fellermeier Tobias Lojewski Stephan Tassani-Prell                         | 2:43:38 h0000  |

## Medaillengewinnerinnen Frauen
| Disziplin                        | Gold                                                                           | Leistung      | Silber                                                                          | Leistung              | Bronze | Leistung       |
| -------------------------------- | ------------------------------------------------------------------------------ | ------------- | ------------------------------------------------------------------------------- | --------------------- | --- | -------------- |
| 100 m (Wind: −0,5)               | Melanie Paschke (TV Wattenscheid 01)                                           | 11,41 s00     | Marion Wagner (USC Mainz)                                                       | 11,43 s00             | Gabi Rockmeier (LG Olympia Dortmund) | 11,50 s00      |
| 200 m (Wind: −1,2)               | Gabi Rockmeier (LG Olympia Dortmund)                                           | 23,01 s00     | Melanie Paschke (TV Wattenscheid 01)                                            | 23,13 s00             | Marion Wagner (USC Mainz) | 23,54 s00      |
| 400 m                            | Claudia Marx (LG Nike Berlin)                                                  | 52,00 s00     | Grit Breuer (SC Magdeburg)                                                      | 52,26 s00             | Birgit Rockmeier (LG Olympia Dortmund) | 52,49 s00      |
| 800 m                            | Claudia Gesell (TSV Bayer 04 Leverkusen)                                       | 2:01,07 min   | Monika Gradzki (TV Wattenscheid 01)                                             | 2:02,27 min           | Anja Knippel (LC Creaton Erfurt) | 2:02,62 min    |
| 1500 m                           | Kathleen Friedrich (LAC Erdgas Chemnitz)                                       | 4:21,86 min   | Melanie Klein-Arndt (ASC Rosellen/Neuss)                                        | 4:26,39 min           | Carmen Rüdiger (SC Potsdam) | 4:27,98 min    |
| 5000 m                           | Sabrina Mockenhaupt (LG Sieg)                                                  | 15:51,73 min  | Birte Bultmann (LG Braunschweig)                                                | 16:40,09 min          | Nicole Güldemeister (SC Potsdam) | 16:43,77 min   |
| 10.000 m                         | Sabrina Mockenhaupt (LG Sieg)                                                  | 32:11,95 min  | Melanie Schulz (LC Creaton Erfurt)                                              | 33:48,50 min          | Sylvia Renz (OSC Berlin) | 34:01,83 min   |
| 10-km-Straßenlauf                | Luminita Zaituc (LG Braunschweig)                                              | 33:23 min00   | Kathrin Weßel geb. Ullrich (SCC Berlin)                                         | 33:48 min00           | Susanne Ritter (LG Braunschweig) | 33:57 min00    |
| Halbmarathon                     | Luminita Zaituc (LG Braunschweig)                                              | 1:14:08 h0000 | Ulrike Maisch (1. LAV Rostock)                                                  | 1:14:30 h0000         | Susanne Ritter (LG Braunschweig) | 1:15:22 h0000  |
| Halbmarathon, Mannschaftswertung | LG BraunschweigLuminita Zaituc Susanne Ritter Victoria Willcox-Heidner         | 3:52:29 h0000 | LG Domspitzmilch RegensburgKatharina Kaufmann Ellen Schöner Gaby Schöffmann     | 4:06:52 h0000         | SG TSV Kronshagen/Kieler TBAnke Tiedemann Verena Becker Christine Schuster                                                                                            | 4:14:12 h0000  |
| Marathon                         | Sylvia Renz (OSC Berlin)                                                       | 2:41:57 h0000 | Katharina Kaufmann (LG Domspitzmilch Regensburg)                                | 2:53:49 h0000         | Ulrike Hoeltz (LSG Karlsruhe) | 2:55:11 h0000  |
| Marathon, Mannschaftswertung     | LG Domspitzmilch RegensburgKatharina Kaufmann Gaby Schöffmann Natascha Leptihn | 8:53:32 h0000 | ASV DuisburgAntje Möller Martina Gaspercic Silke Schäfer                        | 9:44:30 h0000         | LSF MünsterBrigitte Ziegler Hannelore Horst Eva Kammer | 10:01:10 h0000 |
| 100-km-Straßenlauf               | Tanja Hooß (LTF Marpingen)                                                     | 7:47:53 h0000 | Anke Drescher (SCC Hanau-Rodenbach)                                             | 8:29:46 h0000         | Carmen Hildebrand (SCC Hanau-Rodenbach) | 8:42:05 h0000  |
| 100 m Hürden (Wind: −0,3)        | Nadine Hentschke (MTG Mannheim)                                                | 13,14 s00     | Annette Thimm (LG Weserbergland)                                                | 13,19 s00             | Juliane Sprenger (LG Kindelsberg Kreuztal) | 13,22 s00      |
| 400 m Hürden                     | Stephanie Kampf (VfL Sindelfingen)                                             | 55,03 s00     | Anja Neupert (LG Nike Berlin)                                                   | 57,06 s00             | Tina Kron (SV Saar 05 Saarbrücken) | 57,72 s00      |
| 3000 m Hindernis                 | Katrin Engelen (LG Badenova Nordschwarzwald)                                   | 10:34,13 min  | Christine Schleifer (VfL Waiblingen)                                            | 10:46,28 min          | Daniela Pogorzelski (Turnverein Gladbeck) | 10:48,35 min   |
| 4 × 100 m Staffel                | LG Olympia DortmundKatchi Habel Gabi Rockmeier Sandra Möller Birgit Rockmeier  | 44,84 s00     | LG WeserberglandStephanie Thumann Nicole Marahrens Annette Thimm Michaela Halm  | 45,43 s00             | TSV Bayer 04 LeverkusenCathrin Goetzens Anke Feller Tanja Kuckelkorn Christa Kaufmann VfL SindelfingenVerena Rauch Sabrina Mulrain Kerstin Grötzinger Stephanie Kampf | 45,60 s00      |
| 4 × 400 m Staffel                | LG Nike BerlinNadine Balkow Sandra Schmadtke Anja Neupert Claudia Marx         | 3:37,76 min   | TSV Bayer 04 LeverkusenDagmar de Haan Claudia Gesell Maren Schott Anke Feller   | 3:37,84 min           | Team ErfurtJana Hartmann Nancy Kette Julia Wollstadt Doreen Harstick                                                                                                  | 3:44,80 min    |
| 3 × 800-m-Staffel                | TSV Bayer 04 LeverkusenDagmar de Haan Maren Schott Claudia Gesell              | 6:20,84 min   | LC Creaton ErfurtAnne-Kristin Schiller Anja Knippel Doreen Klose                | 6:28,34 min           | LG Eintracht FrankfurtSilke Bachmann Kristina da Fonseca-Wollheim Irina Mikitenko                                                                                     | 6:34,38 min    |
| 5000-m-Bahngehen                 | Melanie Seeger (SC Potsdam)                                                    | 20:56,19 min  | Sabine Zimmer (SC Potsdam)                                                      | 21:04,74 min          | Kathrin Boyde (LC Rothaus Breisgau) | 22:11,15 min   |
| 10-km-Gehen                      | Melanie Seeger (SC Potsdam)                                                    | 44:08 min00   | nur eine Teilnehmerin                                                           | nur eine Teilnehmerin | in der Wertung | in der Wertung |
| 20-km-Gehen                      | Melanie Seeger (SC Potsdam)                                                    | 1:29:44 h DR0 | Sabine Zimmer (SC Potsdam)                                                      | 1:31:18 h0000         | Kathrin Boyde (LC Rothaus Breisgau) | 1:32:34 h0000  |
| 20-km-Gehen, Mannschaftswertung  | SC PotsdamMelanie Seeger Sabine Zimmer Beatrice Klabuhn                        | 4:45:36 h0000 | nur eine Mannschaft                                                             | nur eine Mannschaft   | in der Wertung | in der Wertung |
| Hochsprung                       | Melanie Skotnik (LAC Quelle Fürth/München/Würzburg)                            | 1,90 m        | Daniela Rath (TSV Bayer 04 Leverkusen)                                          | 1,87 m                | Katja Schötz (LC Cottbus) | 1,87 m         |
| Stabhochsprung                   | Yvonne Buschbaum (VfB Stuttgart)                                               | 4,70 m        | Annika Becker (Team Erfurt)                                                     | 4,65 m                | Christine Adams (TSV Bayer 04 Leverkusen) | 4,30 m         |
| Weitsprung                       | Bianca Kappler (LC Rehlingen)                                                  | 6,44 m        | Kathrin van Bühren (KSV Kevelaer)                                               | 6,39 m                | Katja Umlauft (1. LAC Dessau) | 6,25 m         |
| Dreisprung                       | Katja Demut (TuS Jena)                                                         | 13,45 m       | Nicole Herschmann (OSC Berlin)                                                  | 13,45 m               | Katja Umlauft (1. LAC Dessau) | 13,44 m        |
| Kugelstoßen                      | Astrid Kumbernuss (SC Neubrandenburg)                                          | 19,36 m       | Nadine Kleinert (SC Magdeburg)                                                  | 18,34 m               | Nadine Beckel (Schweriner SC) | 17,79 m        |
| Diskuswurf                       | Franka Dietzsch (SC Neubrandenburg)                                            | 62,86 m       | Katja Król (SCC Berlin)                                                         | 58,20 m               | Jana Tucholke (LAZ Leipzig) | 57,91 m        |
| Hammerwurf                       | Susanne Keil (LG Eintracht Frankfurt)                                          | 71,15 m       | Andrea Bunjes (SV Holtland)                                                     | 68,21 m               | Betty Heidler (LG Eintracht Frankfurt) | 67,42 m        |
| Speerwurf                        | Steffi Nerius (TSV Bayer 04 Leverkusen)                                        | 64,42 m       | Mareike Rittweg (LV 90 Thum)                                                    | 55,44 m               | Barbara Vonstein (TSV Bayer 04 Leverkusen) | 55,25 m        |
| Siebenkampf                      | Andrea Tittmann (MTV Ingolstadt)                                               | 5638 P        | Maike Goldkuhle (USC Bochum)                                                    | 5470 P                | Annelie Schrader (MTV Ingolstadt) | 5384 P         |
| Siebenkampf, Mannschaftswertung  | LC PaderbornClaudia Tonn Lilli Schwarzkopf Lena Isekenmeier                    | 16.369 P      | USC BochumMaike Goldkuhle Karen Stein Kristina Stein                            | 15.166 P              | LG Eintracht FrankfurtSilke Bachmann Dagmar Burgmann Martina Rexrodt                                                                                                  | 14.980 P       |
| Crosslauf – 5,7 km               | Sabrina Mockenhaupt (LG Sieg)                                                  | 20:55 min00   | Susanne Ritter (LG Braunschweig)                                                | 21:10 min00           | Ulrike Maisch (1. LAV Rostock) | 21:43 min00    |
| Crosslauf, Mannschaftswertung    | LG BraunschweigSusanne Ritter Victoria Willcox-Heidner Birte Bultmann          | Pl.-Ziff. 31  | LG Domspitzmilch RegensburgEllen Schöner Susanne Falkenstein Katharina Kaufmann | Pl.-Ziff. 61          | LAC Quelle Fürth/ München/WürzburgJuliane Becker Kathrin Stucke Jeannine Friedrich                                                                                    | Pl.-Ziff. 74   |
| Berglauf – 9,7 km                | Stefanie Buss (ASC Rosellen/Neuss)                                             | 1:01:44 h0000 | Ellen Schöner (LG Domspitzmilch Regensburg)                                     | 1:02:15 h0000         | Kerstin Harbich (TSV 1862 Oberstaufen) | 1:03:20 h0000  |
| Berglauf, Mannschaftswertung     | LG Domspitzmilch Regensburg IEllen Schöner Andrea Scharrer Eva Karg            | 3:16:27 h0000 | ASC Rosellen/NeussStefanie Buss Ute Jenke Angela Müller                         | 3:36:38 h0000         | LG Domspitzmilch Regensburg IINatascha Leptihn Gabi Reindl Katharina Karl                                                                                             | 3:44:09 h0000  |